# الجمعية الوطنية (أذربيجان)
ووفقا للدستور الذي اعتمد في عام 1995 عن طريق الاستفتاء، تنظم سلطة الدولة في أذربيجان على أساس مبدأ الفصل بين السلطات، تمارس السلطة التشريعية ميلي مجليس في جمهورية أذربيجان.والدعوة الخامسة هي الآن نتيجة للانتخابات التي جرت في 1 نوفمبر 2015، تمشيا مع المعايير الدولية العالية.وهناك 11 حزبا سياسيا ممثلا في البرلمان المكون من 125 عضوا، ويتألف من مجلس واحد.معظم الولايات البرلمانية تنتمي إلى أعضاء حزب أذربيجان الجديد، القوة السياسية الرائدة في المجتمع.ويضم النواب الشخصيات السياسية والعامة البارزة والعلماء والخبراء والشخصيات الثقافية والفنية.20 من أعضاء البرلمان من النساء.رئيس مجلس ميلي في جمهورية أذربيجان أوغتي أسادوف.

## تكوين الجمعية الوطنية
تم تعيين أوغتاي أسادوف رئيس مجلس ميلي مجليس لجمهورية أذربيجان في 2 ديسمبر / كانون الأول 2005.زيافات أسغاروف هو النائب الأول لرئيس مجلس ميلي مجليس في جمهورية أذربيجان. بهر مرادوفا، نائب رئيس مجلس ميلي مجليس في جمهورية أذربيجان.نائب رئيس ميلي مجليس في جمهورية أذربيجان هو فالح ألاسغاروف.

## اللجان
- لجنة السياسات القانونية ومبنى الدولة[1]
- لجنة الدفاع والأمن ومكافحة الفساد
- لجنة حقوق الإنسان
- لجنة الموارد الطبيعية والطاقة والبيئة
- والسياسة الاقتصادية والصناعة وريادة الأعمال
- لجنة السياسات الزراعية
- لجنة العمل والسياسة الاجتماعية
- لجنة الصحة
- لجنة شؤون الأسرة والمرأة والطفل
- لجنة الشباب والرياضة
- واللجنة المعنية بالرابطات العامة والمنظمات الدينية
- لجنة القضايا الإقليمية
- لجنة العلوم والتعليم
- اللجنة الثقافية
- العلاقات الدولية ولجنة العلاقات البرلمانية

## جهاز
رئيس الجهاز هو صفا ميرزاييف.مديري الفروع والنواب:
- رئيس الأمانة - ايلغار علييف
- رئيس الإدارة التشريعية في مبنى الدولة -الحاج سيد
- رئيس قسم القانون الاقتصادي -محمد بازجوف
- رئيس دائرة التشريع الإداري والعسكري -نزامي سفاروف
- رئيس قسم الشؤون القانونية الاجتماعية -أديل أباسوفا
- رئيس قسم العلاقات الدولية-راشد إبراهيموف
- السكرتير الصحفي -أكيف ناسيروف
- رئيس الإدارة العامة-تالاتوم غولييف
- رئيس دائرة الخدمة المدنية والموارد البشرية -إلغار فرزاليف
- رئيس إدارة اللجان واللجان - شاهين مانسوروف
- رئيس قسم التحرير والنشر -حافظ فامل أوغلو باباييف
- رئيس قسم الموارد وتقنيات المعلومات -شاهين حسنوف
- رئيس دائرة استقبال واستئناف المواطنين -إبراهيم يوسف زاده
- رئيس قسم المعلومات التحليلية -أيدين آغايف
- مساعد رئيس مجلس الملي - الممثل الدائم للمجلس الملي في رابطة الدول المستقلة -أيدين جعفروف
- مساعد رئيس مجلس الملي - رئيس قطاع مراقبة التنفيذ -نيغار غاسيموفا
- مساعد رئيس مجلس الملي -رسلان اسماعيلوف
- مساعد رئيس مجلس الملي -فوزلي عباسوف
- نائب مدير إدارة تشييد الدولة للبناء -فؤاد محمدوف
- نائب مدير إدارة التشريع الاقتصادي -فؤاد محمدوف
- نائب مدير إدارة التشريع الاقتصادي - رئيس التشريع الزراعي -روفشان شهباز أوغلو مرادوف
- نائب رئيس الإدارة الإدارية والتشريعية العسكرية- فيلا أليزاده
- نائب مدير إدارة التشريع الاجتماعي -سياد كريموف
- نائب رئيس قسم العلاقات الدولية -مهدي غوربانوف
- نائب السكرتير الصحفي -رستم محمودوف
- نائب السكرتير الصحفي -مهمان كايبوف
- نائب رئيس الإدارة العامة -سمير محمدوف
- نائب رئيس الإدارة العامة -غولنارا إسمايلوفا
- نائب رئيس دائرة الخدمة المدنية والموارد البشرية -شاكر شابانوف
- نائب مدير إدارة اللجان واللجان -إلغار أليزاده
- نائب مدير قسم التحرير والنشر -رفعت اغالاروف
- نائب مدير إدارة الموارد والمعلومات التكنولوجية -أولفيا عبدولاييفا
- نائب رئيس استقبال واستئناف المواطنين -إميل تاجييف
- نائب مدير إدارة المعلومات التحليلية -ختام جبارلي
- مساعد النائب الأول لرئيس ميلي مجليس-كامالا أزيموفا
- نائب رئيس مجلس الوزراء - بهروز سيدهمادلي
- نائب رئيس مجلس الوزراء -حسين أغاييف